# Тревога (фильм, 1951)
«Тревога» (болг. Тревога) — болгарский художественный фильм, снятый в 1951 году режиссёром Захари Жандовым. Первая болгарская антифашистская драма.
Экранизация одноименной пьесы Орлина Василева.
Премьера фильма состоялась 19 февраля 1951 года.

## Сюжет
Действие фильма происходит в годы окончания Второй мировой войны, непосредственно перед социалистической революцией в Болгарии. Сюжет сосредоточен на жизни семьи Лазаровых, представителей среднего класса, раздираемой острыми политическими противоречиями, происходящими на фоне народной борьбы с фашизмом. Отец Витан Лазаров считает, что может остаться нейтральным и далёким от политики. За свои иллюзии он переживает острые психические моменты. Партизаны казнят его сына Бориса — фашистского офицера, садиста и убийцу. Дочь Лили вынуждена искать своё место в конфликте между представителями двух враждебных миров — братом-фашистом и мужем — коммунистом и революционером.

## В ролях
- Стефан Савов — Витан Лазаров
- Надя Станиславова — Райна Лазарова
- Ганчо Ганчев — Борис Лазаров, капитан
- Рангел Вылчанов — Бойко
- Петко Карлуковский — партизан
- Коста Цонев — немецкий офицер
- Каролина Ганчева — Лили
- Георги Банчев — Добрый
- Стефан Пейчев
- Кунка Баева — арестованная
- Асен Миланов — провокатор
- Петко Карлуковский
- Иван Тонев
- Георги Раданов
- Любомир Бобчевский

## Награды
- Димитровская премия режиссёру Захари Жандову, оператору Эмилю Рашеву, композитору Любомиру Пипкову, актёрам Стефану Савову и Ганчо Ганчеву (1951).
- Приз МКФ в Карловых Варах «Борьба за свободу» (Карловы Вары, ЧССР, 1951).